# Parque Nacional de Alto Purus
O parque nacional Alto Purus (PNAP) é um parque nacional na Amazónia do Peru, criado em 20 de novembro de 2004. Está habitado por grupos de povos indígenas, entre os quais há alguns que têm evitado o contacto com o mundo exterior.

## Objetivo
Conservar uma mostra representativa do bosque úmido tropical e suas zonas de vida transicionais, os processos evolutivos que nelas se desenvolvem, bem como espécies de flora e fauna endémicas e ameaçadas. Proteger o área onde habitam indígenas voluntariamente isolados. Proteger os cursos de água que se encontram ao interior do PANP. Desenvolver trabalhos de investigação, educação e turismo.

## Descrição
O parque está situado nas províncias de Purus e Atalaia no departamento de Ucaiáli, e a província de Tahuamanu no departamento de Mãe de Deus.
É atravessado pelo rio Purus. Tem havido relatórios de devastação ilegal de mogno no parque.
Na zona estima-se uma população humana de 3600 habitantes sendo 75% indígenas. Os povos indígenas são culinas, cashinahuas, sharanahuas, mastanahuas, amahuacas, ashánincas e chaninahuas que pelo geral se assentam nos rios Purús e Curanja. Assim mesmo, reportou-se população indígena não contatada de mashcos.
Geograficamente encontra-se sobre planície aluvial que, devido à atividade meándrica, apresenta colinas com laderas de pendente forte. Os bosques contêm bosque úmido tropical, bosque em galeria e bosques de palmas.
Entre a sua flora destacam-se as espécies Iriartea deltoidea, Astrocaryum murumuru e Attalea butyracea. Em fauna inclui a 400 espécies de aves, 132 espécies de mamíferos, 78 espécies de anfíbios e 18 espécies de repteis.

## Enlaces externos
- SERNANP
- «Peru Preserves Biodiversity in Vast New Park». Environment News Service. 1 de abril de 2005. Consultado em 17 de abril de 2008
- Parque nacional Alto Purús